# 482年
| 千纪： | 1千纪                                                                                           |
| 世纪： | 4世纪 \| 5世纪 \| 6世纪                                                                         |
| 年代： | 450年代 \| 460年代 \| 470年代 \| 480年代 \| 490年代 \| 500年代 \| 510年代                       |
| 年份： | 477年 \| 478年 \| 479年 \| 480年 \| 481年 \| 482年 \| 483年 \| 484年 \| 485年 \| 486年 \| 487年 |
| 纪年： | 壬戌年（狗年）；北魏太和六年；柔然永康十九年；南朝齐建元四年                                    |

## 大事记
- 齊武帝蕭賾繼位南朝齊第二任皇帝，為「永明之治」之始。

## 逝世
- 4月11日——齐高帝蕭道成，南北朝時代，南朝第二個皇朝南朝齊开国皇帝。